# Màquina de loteria

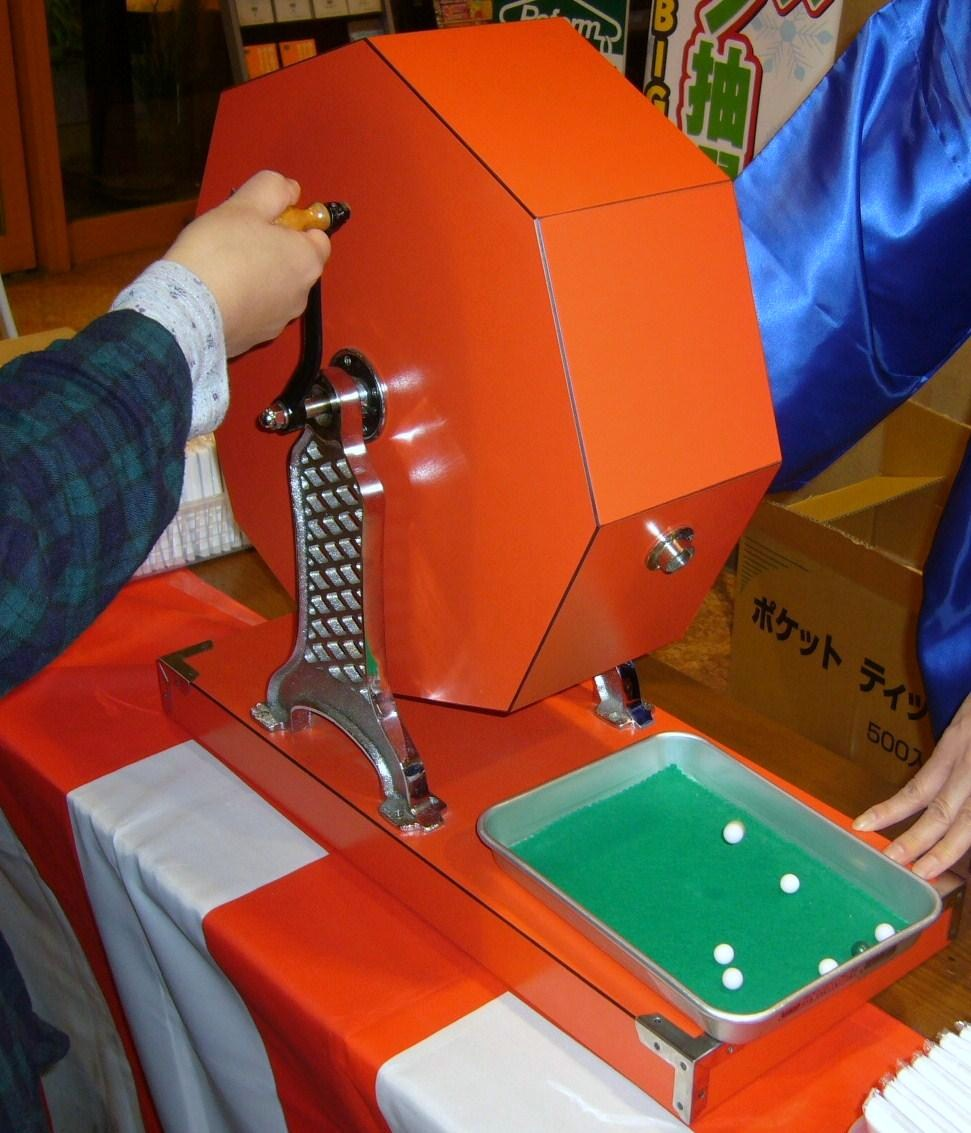
Màquina de loteria japonesa

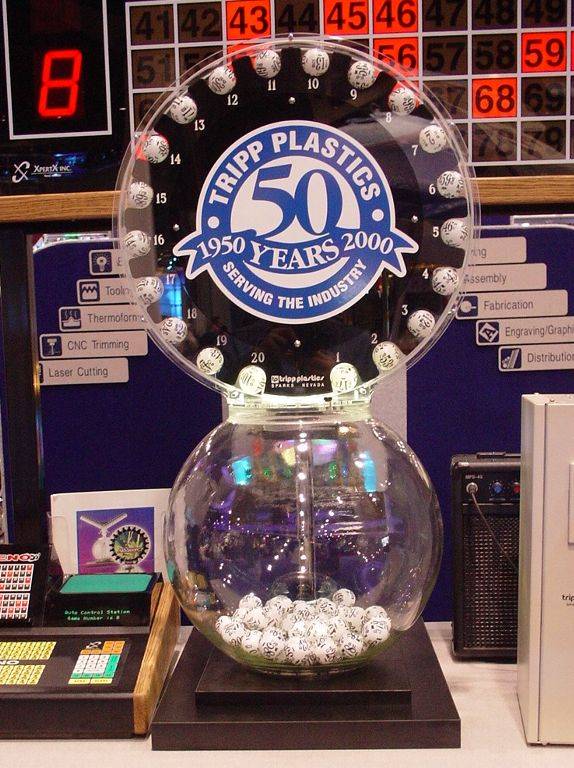
Màquina de loteria

Una màquina de loteria és una màquina que s'utilitza per poder escollir els números guanyadors d'una loteria.
Les loteries inicials es feien traient números o tickets guanyadors d'un contenidor. Al Regne Unit, els nombres guanyadors de Premium Bonds (que no era estrictament una loteria, sinó un plantejament molt similar) eren generades per una màquina electrònica anomenada ERNIE .

## Història
Abans del 403 aC, els tribunals publicaven una taula i el nombre de dikastes que es necessitaven aquell dia. Els ciutadans que volien ser dikastes feien cua a l'entrada del jutjat al començament del dia del judici. En el seus inicis, el procediment d'elecció es basava en "primer en arribar, primer en servir", però a partir del 403 aC, l'adjudicació atenenca va experimentar una sèrie de reformes i, des del 370 aC, van utilitzar el klerotèrion.
A la Constitució d'Atenes, Aristòtil explica la selecció de jurats de la dikastèrion. Cada demos dividia els seus dikastes en deu seccions, que compartien l'ús de dos klerotèrion. Els ciutadans candidats situaven el seu bitllet d'identificació -pinaka- al cofre de la secció. Una vegada que cada ciutadà que volia convertir-se en jutge aquell dia havia posat el seu pinaka al cofre, el que presidia (archon) sacsejava el cofre i n'extreia bitllets. El ciutadà el bitllet del qual sortia primer es convertia l'inseridor de bitllets (empektes). L'inseridor de bitllets anava traient els bitllets i els introduïa a la secció corresponent. El Kleroterion es dividia en 5 columnes, una columna per secció de tribu (entre ambdues màquines). Cada fila era coneguda com a kanomides. Una vegada que l'inseridor de bitllets havia omplert el klerotèrion, deixava que el president col·loqués una barreja de daus blancs i negres (Kyboi) al costat del klerotèrion. El nombre de daus blancs es corresponia al nombre de jurats necessaris. Aleshores, el president (archon) deixava que els daus caiguessin a través d'un tub al costat del klerotèrion de un amb un. Si el dau era blan blanca, la fila superior seria seleccionada com a jurats. Si el dau era negre, l'archon saltava a la següent fila cap avall des de la part superior i repetia el procés fins que es completessin totes les places dels jurats d'aquell dia.

## Tipus de màquines

### Aparells mecànics
La majoria de loteries utilitzen aparells de loteria mecànica. Són més interessants de veure i transparents, tant de manera literal com figurativa: el públic pot veure exactament el funcionament intern de la màquina i pot veure que les boles surten de la màquina; en general, les boles són visibles durant tot el sorteig.

### Selecció per gravetat
Una "màquina de recollida de gravetat" té un tambor amb els braços giratoris al seu interior; el propi tambor pot o no girar. Una sèrie de boles, cadascuna que té un possible nombre guanyador, es deixen caure al tambor mentre gira. Un forat al costat o al fons del tambor permet que les boles caiguin sobre una safata, de forma simultània (la safata s'inclina generalment per tal que els números vagin al final i permetin que les altres boles caiguin al seu lloc). Màquines d'aquest tipus s'utilitzen en molts jocs, com els jocs americans Mega Millions i Powerball. Consulteu la Loteria Nacional del Regne Unit .
Un mètode similar s'utilitza per treure números d'una gàbia de bingo operada manualment; una copa ponderada agafa la bola, que la deixa caure a la safata mentre gira la gàbia. Aquesta variant va ser utilitzada al mateix temps per la Loteria de Pensilvania, la Loteria de Nova Jersey i la Loteria per Illinois ; en aquesta variant, es col·loca estratègicament una coberta per tal de tapar les boles addicionals que surten més enllà del nombre que demana la matriu de joc.

### Barreja per aire
Un altre tipus de màquina de loteria té un ventilador a la part inferior que bufa les boles al voltant de l'interior del contenidor. Els números guanyadors pugen i surten a través d'un tub. Això s'utilitza principalment en els jocs "pick 3" i "pick 4", però, de vegades, s'utilitza en jocs "lotto". En aquest darrer cas, hi ha diversos tubs al contenidor o bé s'utilitza un sol tub i la bola és empès mecànicament sobre una safata.
Tot i que a l'estil semblant a aquest darrer tipus de màquines "mix de l'aire", les que actualment utilitza el joc americà Powerball no utilitzen barreja d'aire; està més en sintonia amb una màquina "recollida de gravetat", amb les paletes de mescla a la part inferior de la màquina. A mesura que la paleta s'accelera, la bola es desemboca en un pedestal, on es porta a la part superior de la màquina i, a continuació, s'embossa sobre la safata. En rares ocasions, una màquina similar s'utilitza en un joc "pick 3" o "pick 4".

### Generador de números aleatoris
Algunes loteries utilitzen generadors informàtics aleatoris de números, al costat o en lloc d'una màquina de sorteig mecànic. Són més "rendibles": amb els equips mecànics, les màquines i les boles han de ser substituïdes periòdicament. Tanmateix, no són tan interessants de veure, i pot donar a un jugador la sensació que s'està ordenant la loteria.

## Mesures de seguretat
A causa de la recompensa massiva per aconseguir un engany amb èxit (sobretot després de l'escàndol de la Loteria de Pennsilvània de 1980, on es disposaven les pilotes que havien de ser tretes per obtenir un cert nombre de resultats), les màquines de loteria estan subjectes a estrictes mesures de seguretat. En alguns casos hi ha diverses màquines i diversos jocs de boles, i la combinació que s'ha d'utilitzar es selecciona a l'atzar just abans del sorteig.